# Condaminea glabrata
Condaminea glabrata là một loài thực vật có hoa trong họ Thiến thảo. Loài này được DC. mô tả khoa học đầu tiên năm 1830.